# لوسيل باورز
لوسيل باورز (بالإنجليزية: Lucille Powers)‏ هي ممثلة أمريكية، ولدت في 18 نوفمبر 1911 في سان أنطونيو في الولايات المتحدة، وتوفيت في 11 سبتمبر 1981 في إل مونتي في الولايات المتحدة.

## وصلات خارجية
- لوسيل باورز على موقع IMDb (الإنجليزية)
- لوسيل باورز على موقع قاعدة بيانات الفيلم (الإنجليزية)